# ファルシオン

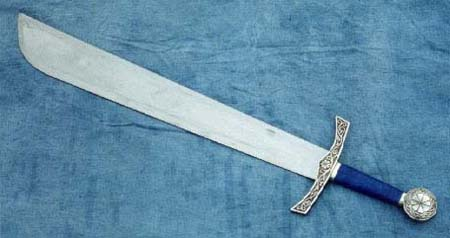
ファルシオン

ファルシオン（falchion, IPA/ˈfɔːl(t)ʃ(ə)n,ˈfɔl(t)ʃən,ˈfɑl(t)ʃən/）は、武器（刀剣）の一種である。日本語では、フォールチョン、フォールシャンもしくはフォールションとも呼ばれる。フランス語はフォション(fauchon)
その名称はラテン語で「鎌」を意味するファルクスに由来し、鎌のような強烈な斬撃を意味している。

## 概要
10世紀から17世紀にかけてヨーロッパで使用され、その形状にはスクラマサクスと呼ばれる直刀の影響が見られる。アラブ圏のシャムシールを起源とする説もあるが、北欧のサクスから発達したという説の方が有力である。ドイツには「大きいナイフ」を意味するグロスメッサー（または省略してメッサー）というファルシオンに似た武器があるほか、クリークスメッサーと呼ばれる、両手剣タイプのメッサーもある。
ファルシオン（またはメッサー）には形式上2つのタイプがあり、1つはシャムシール（シミター）のようなタイプ、もう1つは先端が太くなっている肉切り包丁のようなタイプであるが、一般的には前者のタイプが最も一般的で、肉切り包丁型のファルシオンは比較的早く流行から外れる。また、非常に稀なタイプとしては、内反りのファルシオンもある。
ファルシオンは刀剣の一種であり、正式な剣よりも安価に製造でき、耐久性が高く操作が簡単とあって、剣を買えない平民階級に好まれたが、平民階級の兵士が戦うのは彼らと同じく軽武装の兵士なので、長く広く使われた。しかし、打撃でダメージを与えると共に切断するやや重い武器でもあり、戦闘時にはその重量を生かして、頭上に振りかぶって相手の鎧の上から叩き斬るという使い方もされ、こうした使い方をすると隣に並んだ味方と干渉しないために乱戦に適していたが、武器自体が重いために使い手が疲労しやすく長期戦には向かなかった。ファルシオンは特にその断ち切る威力と短い刀身という特徴から、狭い場所での戦闘や乱戦でも十分に斬りかかれる刀剣であったと考えられ、実際、中世やルネサンスにおける画家たちの残した絵画の中に肩が触れるほど近寄って集団を作り、敵と相対している者の中によく片刃の刀剣が見られる。つまり、狭いスペースでは、ただ直線的に振り下ろすファルシオンは有効な武器であったと考えられるが、逆にそれが仇となる事も考えられ、振りかぶって断ち切る用法は大きく行えば防御を怠ることとなるうえ、頭上が低い場所や前述のように長期戦にはあまり向いていない。扱いが簡単で、刀身が短く取り回しが良いことから、時代を問わず十字軍の兵士にもイスラムの兵士にも使われた。
騎士たちの間でもその強力な切断力を買われて戦場で使われることが多々あったが、時代が経つにしたがい、ファルシオンは騎士階級の武器として使われることは稀になっていく。しかし、剣よりも安価で取り扱いが容易であることから、日常用の武器として、ファルシオンはよく使われた。
また、ファルシオンは一般的に片刃と言われているが、シャムシール（シミター）型のファルシオンの多くは先端部が両刃になっており、裏刃で斬りつけることもできるようになっているうえ、柄の構造はスケール・タンという茎を柄の材料で挟んでリベットで止める方法が使われることが多くあるが、この方法は当時の剣には使われておらず、基本的にナイフや鉈などの実用品に使われている技法であり、これはファルシオンが剣よりも一段下の武器というよりも道具に近い見方をされていたことの証拠でもある。
ドイツ地方ではファルシオンの代わりにグロスメッサーが使われていたが、刃こそファルシオンと同様の形状でも柄の形状が大きく異なり、まず柄頭が無く、たとえあったとしても握りと同化するようになっており、握りの造りも独特の2枚の板で茎を挟み込んでリベット止めしてあるうえ、鍔の部分からは手を防護するための釘と呼ばれる突き出しが出ていたが、これらの特徴はメッサーが正式な剣ではないことを示しており、なぜ他の地域のように通常の剣の柄を採用しなかったのかといえば、この形式の方が安価に製造できたためだという説や、法律上の問題などという説がある。
当時の多くの都市では、剣のような危険な武器の所持が制限されており、ダガーやナイフなどに限って携帯が認められていたため（例外的に剣は良くてダガーは駄目だという地域もあった）、ナイフと同様の造りをすることで「これは剣ではなく大きいだけのナイフだ」と法律をごまかしていたという説があり、この説が正しいのならば、各地の都市の法規制を気にしないで済むグロスメッサーは、旅行者などにとって非常に便利な護身武器だったと考えられる。
グロスメッサーには、両手剣やロングソードのような両手でも片手でも扱えるタイプも存在する。

## テレビゲームにおける武器
- ファイナルファンタジーシリーズ（VI他）
- ロマンシング サ・ガ3
- ファイアーエムブレム